# História da publicidade

A receita de publicidade como porcentagem do PIB dos EUA mostra um aumento na publicidade audiovisual e digital às custas da mídia impressa.

A história da publicidade pode ser rastreada até as civilizações antigas. Tornou-se uma força importante nas economias capitalistas em meados do século XIX, baseada principalmente em jornais e revistas. No século XX, a publicidade cresceu rapidamente com novas tecnologias como mala direta, rádio, televisão, internet e dispositivos móveis.
Entre 1919 e 2007, a publicidade representou em média 2,2% do produto interno bruto nos Estados Unidos.

## História pré-moderna

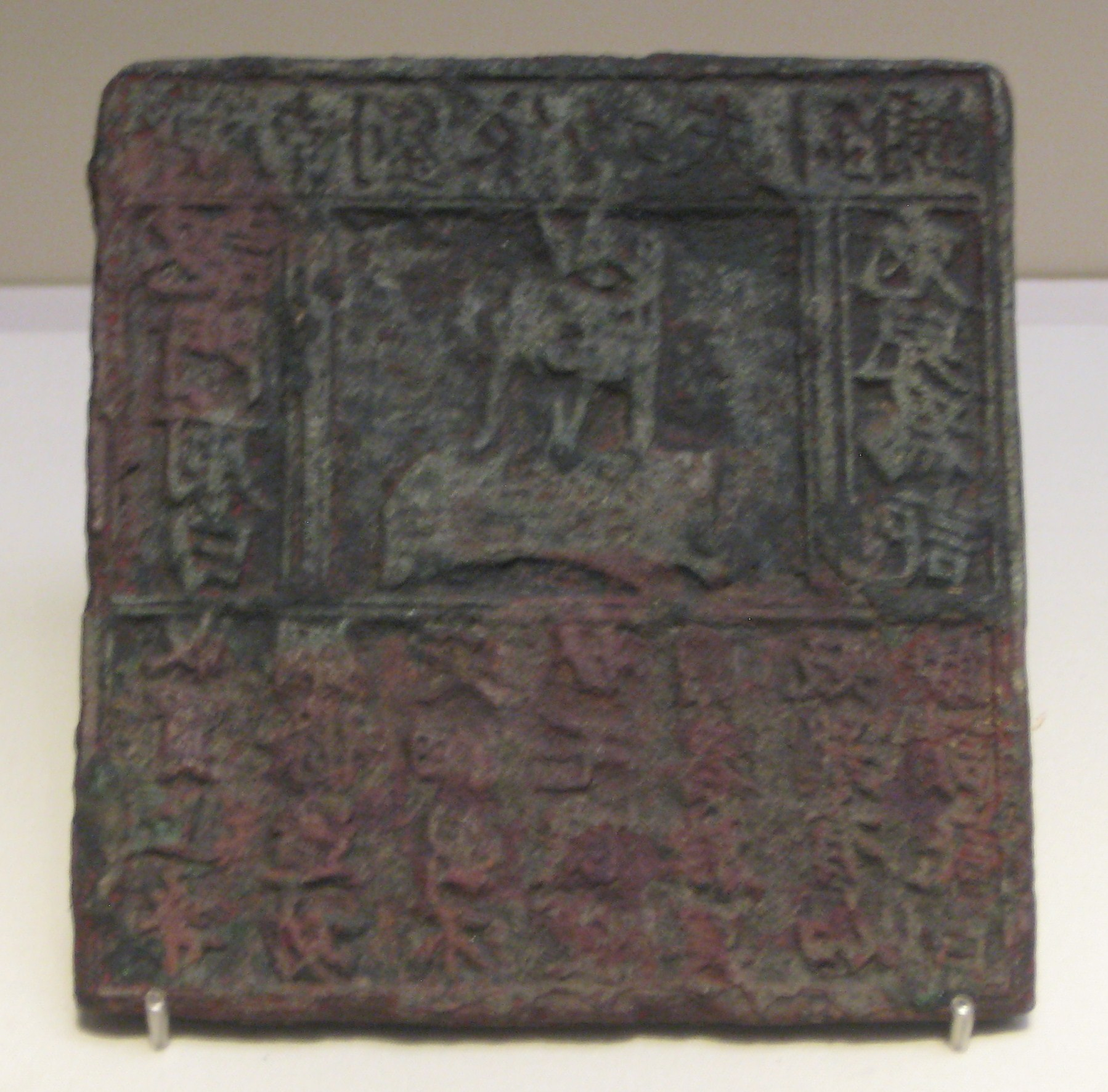
Placa de bronze para impressão de um anúncio para a loja de agulhas da família Liu em Jinan, dinastia Sung, China. É considerado o meio de publicidade impresso mais antigo do mundo

Os egípcios usavam papiro para fazer mensagens de vendas e cartazes de parede. Mensagens comerciais e exibições de campanhas políticas foram encontradas nas ruínas de Pompeia e da Arábia. A publicidade de achados e perdidos em papiro era comum na Grécia Antiga e na Roma Antiga. A pintura de parede ou pedra para publicidade comercial é outra manifestação de uma antiga forma de publicidade, que está presente até hoje em muitas partes da Ásia, África e América do Sul. A tradição da pintura de parede pode ser rastreada até as pinturas de arte rupestre indianas que datam de 4000 a.C.
Na China antiga, a publicidade mais antiga conhecida era oral, conforme registrado no Clássico da Poesia (séculos 11 a 7 a.C.) de flautas de bambu tocadas para vender doces. A propaganda geralmente assume a forma de letreiros caligráficos e papéis com tinta. Uma placa de impressão de cobre datada da dinastia Sung usada para imprimir pôsteres na forma de uma folha quadrada de papel com um logotipo de coelho com "Loja de Agulhas Finas de Jinan Liu" e "Compramos hastes de aço de alta qualidade e fazemos agulhas de alta qualidade, para esteja pronto para uso em casa em pouco tempo" escrito acima e abaixo. É considerado o meio de publicidade impresso mais antigo do mundo.

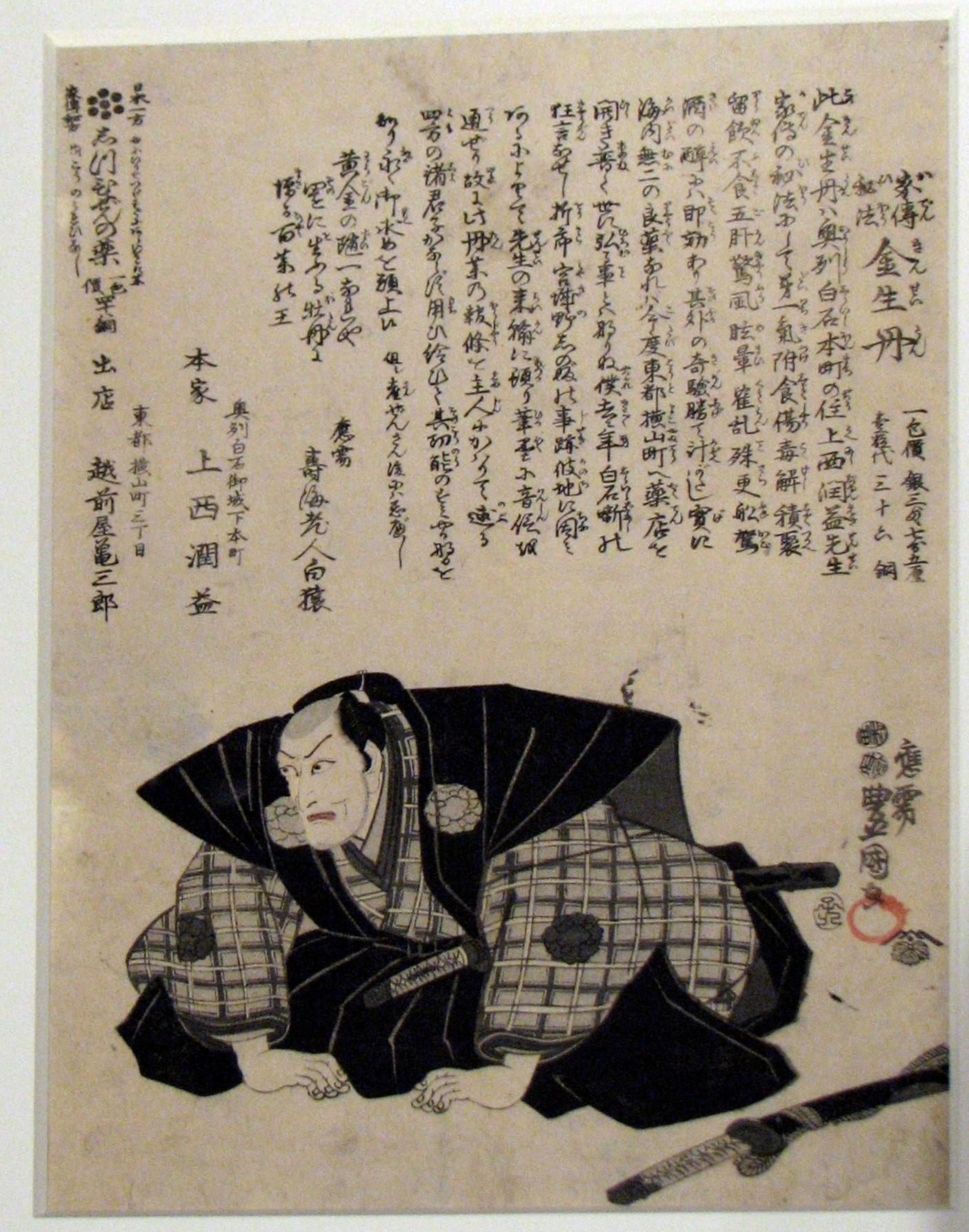
Folheto LEL do período Edo de 1806 para uma medicina tradicional chamada Kinseitan

Na Europa, à medida que as vilas e cidades da Idade Média começaram a crescer, e a população em geral não sabia ler, em vez de placas que diziam "sapateiro", "moleiro", "alfaiate" ou "ferreiro" usaria uma imagem associados ao seu ofício como uma bota, um terno, um chapéu, um relógio, um diamante, uma ferradura, uma vela ou mesmo um saco de farinha. Frutas e verduras eram vendidas na praça da cidade nas traseiras de carroças e vagões e seus proprietários usavam anunciantes de rua (pregoeiros) para anunciar seu paradeiro para comodidade dos clientes. A primeira compilação de tais anúncios foi reunida em Les Crieries de Paris (Os Gritos de Rua de Paris), um poema do século XIII de Guillaume de la Villeneuve.
Três grandes formas de publicidade existiam durante o período de pré-impressão (antes do século XV); essas formas eram marcas registradas (lua, estrelas etc.), pregoeiros e placas de sinalização:
- Marca registrada: A prática de colocar selos ou marcas nos produtos era muito difundida na antiguidade. Há cerca de quatro mil anos, os produtores começaram por colar simples selos de pedra em produtos que, com o tempo, foram transformados em selos de barro com imagens impressas, muitas vezes associadas à identidade pessoal do produtor.[6] Alguns dos primeiros usos de marcas do fabricante, datados de cerca de 1.300 a.C., foram encontrados na Índia.[7] No período medieval, as hallmarks eram aplicadas a bens de alto valor, como metais preciosos, e os ensaístas eram nomeados pelos governos para administrar o sistema e garantir a qualidade do produto.[8]

- Pregoeiros: Nas cidades e vilas antigas, onde a maioria dos cidadãos era analfabeta, pregoeiros eram designados para anunciar anúncios oficiais e notícias gerais. Em pouco tempo, os particulares começaram a empregar pregoeiros públicos para atuar como leiloeiro.[9] Ao mesmo tempo, os vendedores ambulantes desenvolveram um sistema de gritos de rua para promover seus bens e serviços.[10] Esses gritos de rua forneciam um serviço público essencial antes do advento dos meios de comunicação de massa.[11]

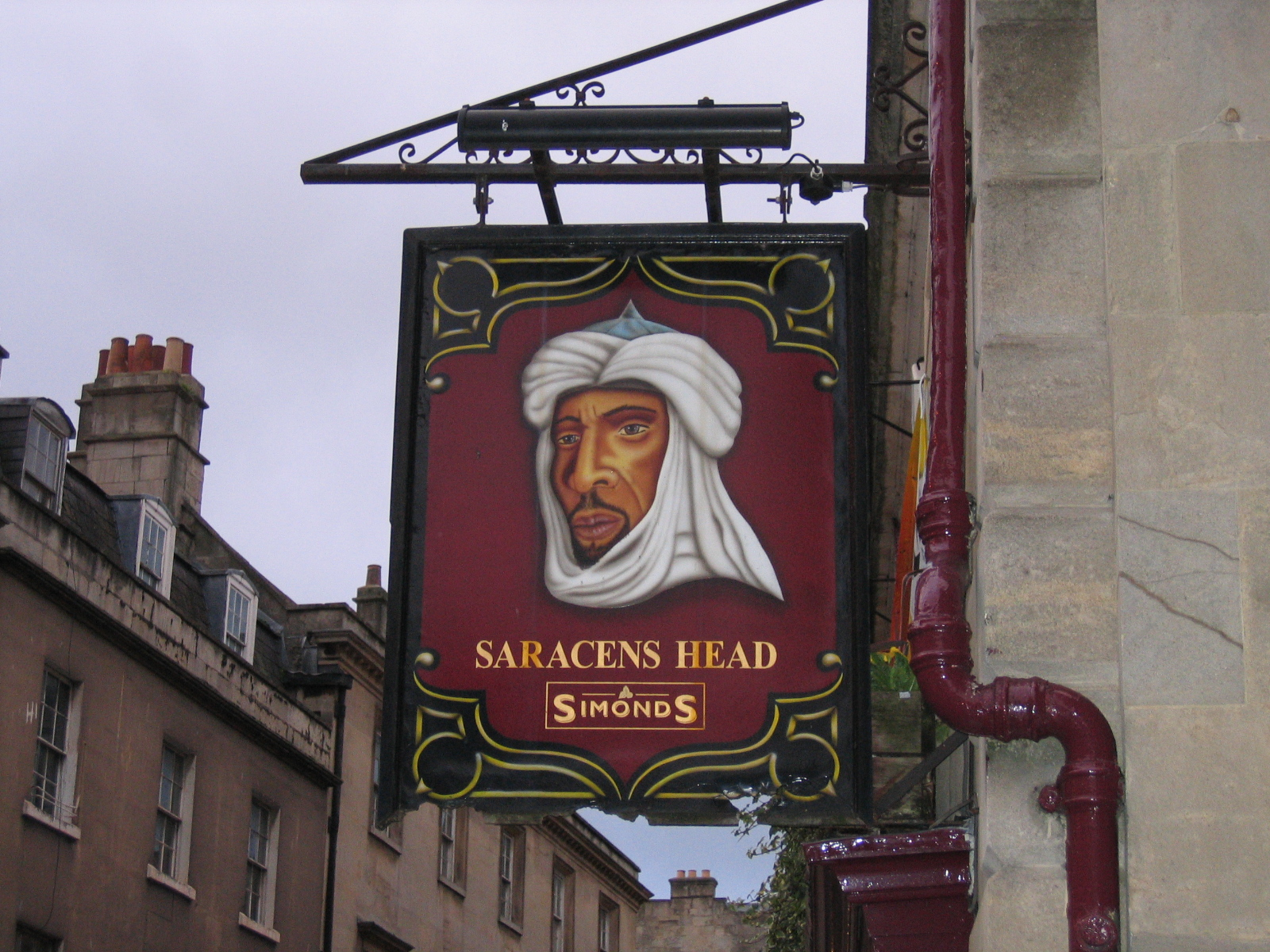
Sinal publicitário Saracens Head, Bath, Inglaterra

- Placas de sinalização: O uso de sinalização comercial tem uma história muito antiga. A sinalização de varejo e os sinais promocionais parecem ter se desenvolvido de forma independente no Oriente e no Ocidente. Na antiguidade, os antigos egípcios, romanos e gregos eram conhecidos por usar sinalização para fachadas de lojas, bem como para anunciar eventos públicos, como dias de mercado.[12] A China também exibiu uma rica história dos primeiros sistemas de sinalização de varejo.[13] Na Grã-Bretanha e na França medievais e em grande parte da Europa, os estalajadeiros foram obrigados a erguer uma placa de sinalização.[14][15] A prática de usar sinais se espalhou para outros tipos de estabelecimentos comerciais ao longo da Idade Média.[16] Placas aplicadas a pousadas e tabernas sobreviveram até os tempos contemporâneos em toda a Grã-Bretanha e em grande parte da Europa.[17]

## Séculos XVI a XVIII
A publicidade moderna começou a tomar forma com o advento dos jornais e revistas nos séculos XVI e XVII. As primeiras gazetas semanais apareceram em Veneza no início do século XVI. A partir daí, o conceito de publicação semanal se espalhou pela Itália, Alemanha e Holanda. Na Grã-Bretanha, os primeiros semanários apareceram na década de 1620, e seu primeiro jornal diário foi o The Daily Courant publicado de 1702 a 1735. Quase desde o início, os jornais carregavam publicidade para custear o custo de impressão e distribuição. Os primeiros anúncios comerciais eram de livros e remédios charlatães, mas na década de 1650, a variedade de produtos anunciados aumentou acentuadamente.
Os avanços na impressão permitiram que varejistas e fabricantes imprimissem folhetos e cartões comerciais. Por exemplo, Jonathon Holder, um dono de armarinho de Londres na década de 1670, deu a cada cliente uma lista impressa de seu estoque com os preços afixados. Na época, a inovação de Holder era vista como uma "prática perigosa" e uma despesa desnecessária para os varejistas. Os primeiros cartões comerciais não eram cartões, em vez disso, eram impressos em papel e não incluíam ilustrações. No século XVIII, no entanto, eles foram impressos no cartão mais substancial e normalmente traziam o nome e o endereço dos comerciantes, e antes que a numeração das ruas fosse de uso comum, muitas vezes incluíam um conjunto de instruções prolixos sobre como localizar a loja ou as instalações. Com o advento da gravura comercial e da litografia, as ilustrações tornaram-se uma característica padrão até mesmo do cartão comercial mais humilde. Eventualmente, os cartões comerciais evoluíram para cartões de visita, que ainda estão em uso hoje.
Em junho de 1836, Émile de Girardin, editor do jornal parisiense La Presse, foi o primeiro a contar com a publicidade paga para baixar seu preço, ampliar seu público leitor e aumentar sua lucratividade. Sua fórmula logo foi copiada por todos os títulos.
Os primeiros anúncios impressos foram usados principalmente para promover livros e jornais, que se tornaram cada vez mais acessíveis com os avanços da imprensa; e medicamentos, cada vez mais procurados à medida que as pessoas modernas rejeitavam as curas tradicionais. No entanto, publicidade enganosa e "charlatanismo" tornaram-se comuns. Os jornais britânicos das décadas de 1850 e 1860 atraíam a classe média cada vez mais abastada que buscava uma variedade de novos produtos. Os anúncios anunciavam novos remédios para a saúde, bem como alimentos e bebidas frescos. As últimas modas de Londres foram destaque na imprensa regional. A disponibilidade de publicidade repetida permitiu que os fabricantes desenvolvessem marcas conhecidas nacionalmente que tinham um apelo muito mais forte do que os produtos genéricos.
Uma posição de liderança na publicidade britânica foi ocupada pela empresa de tabaco Cope Bros & Co, fundada em Liverpool em 1848 por Thomas e George Cope. Fumar, é claro, era comum há séculos, mas as inovações consistiam em nomes de marcas, propaganda pesada e segmentação de mercado de acordo com a classe. Um apelo inovador foi à consciência da saúde; os anúncios dirigidos aos homens de classe média prometiam que "o fumo não só previne doenças, mas preserva os pulmões". Um gosto áspero e pesado foi lançado para trabalhadores, soldados e marinheiros, enquanto o "delicadamente perfumado" fazia parte do apelo à classe alta. A embalagem era atraente, os cartazes eram onipresentes para mostrar que fumar era uma parte normal da vida inglesa; o lobby foi usado para minar o lobby anti-tabaco.

### Agências de propaganda

#### Grã-Bretanha

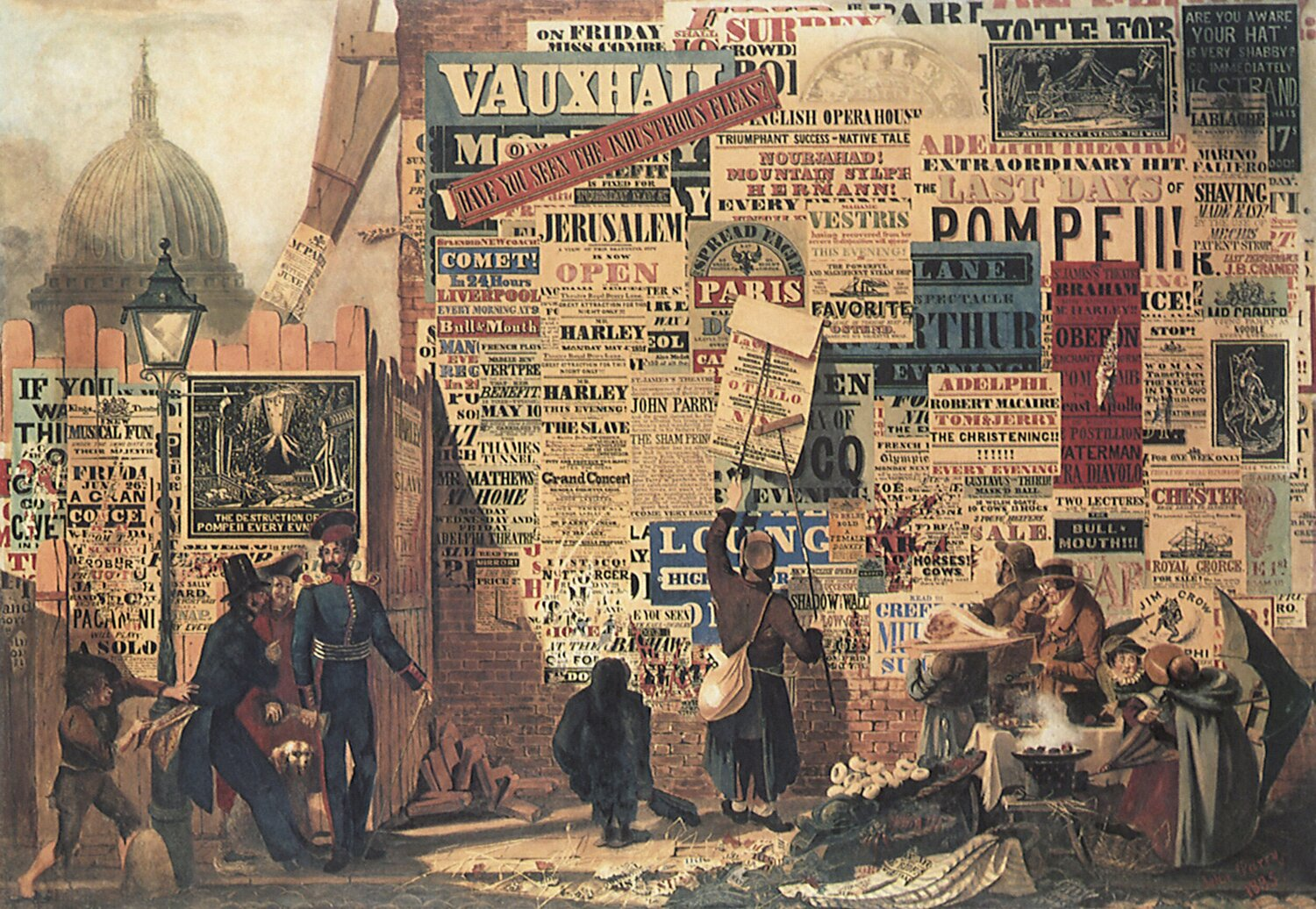
Na Grã-Bretanha, a publicidade ao ar livre foi baseada em painéis (outdoors): Inglaterra, 1835, por John Orlando Parry

Em Londres, Thomas J. Barratt foi saudado como "o pai da publicidade moderna". Trabalhando para a empresa Pears Soap, Barratt criou uma campanha publicitária eficaz para os produtos da empresa, que envolvia o uso de slogans, imagens e frases direcionadas. Um de seus slogans, "Bom dia. Você já usou o sabonete Pears?" era famoso em seu dia e no século XX.
Uma tática publicitária que ele usou foi associar a marca Pears com alta cultura e qualidade. Mais conhecidamente, ele usou a pintura Bubbles de John Everett Millais como um anúncio, adicionando uma barra de sabão Pears em primeiro plano. Barratt deu continuidade a esse tema com uma série de anúncios de crianças de classe média bem cuidadas, associando Pears ao conforto doméstico e às aspirações da alta sociedade.

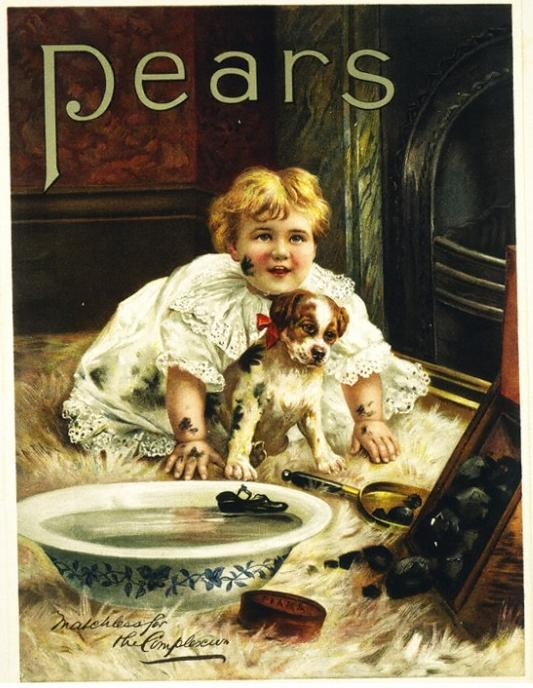
Um anúncio britânico de sabão de 1900

Barratt introduziu muitas das ideias cruciais que estão por trás da publicidade de sucesso e estas foram amplamente divulgadas em sua época. Ressaltou constantemente a importância de uma imagem de marca forte e exclusiva para a Pears e de enfatizar a disponibilidade do produto por meio de campanhas de saturação. Ele também entendeu a importância de reavaliar constantemente o mercado para mudar os gostos e costumes, afirmando em 1907 que "os gostos mudam, as modas mudam, e o anunciante tem que mudar com eles. e não lucrativa se apresentada ao público hoje. Não que a ideia de hoje seja sempre melhor do que a ideia antiga, mas é diferente – atinge o gosto presente."

#### Estados Unidos
Nos Estados Unidos, por volta de 1840, Volney B. Palmer montou a primeira agência de publicidade na Filadélfia. Em 1842, Palmer comprou grandes quantidades de espaço em vários jornais com desconto e depois revendeu o espaço com preços mais altos para os anunciantes. O anúncio propriamente dito – a cópia, o layout e a arte – ainda era preparado pela empresa que desejava anunciar; na verdade, Palmer era um agente espacial. A situação mudou no final do século XIX, quando a agência de publicidade N.W. Ayer & Son foi fundada em Nova Iorque. Planejou, criou e executou campanhas publicitárias completas para seus clientes. Criou vários slogans memoráveis para empresas como De Beers, AT&T e o Exército dos Estados Unidos.

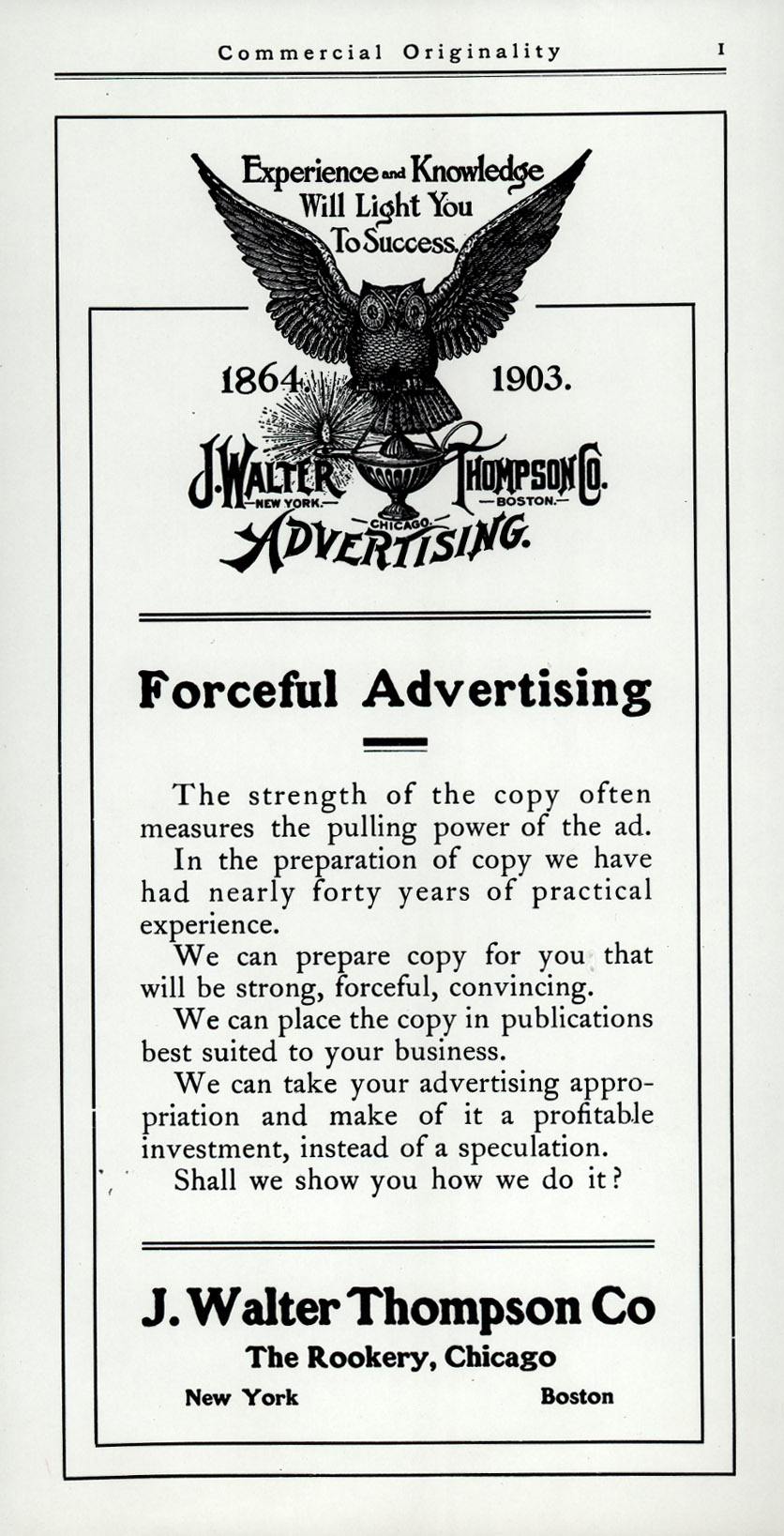
J. Walter Thompson Co. promove propaganda de alta potência, 1903

Em 1900, a agência de publicidade havia se tornado o ponto focal do planejamento criativo, e a publicidade estava firmemente estabelecida como profissão. No início, as agências eram corretoras de espaço publicitário em jornais. A N. W. Ayer & Son foi a primeira agência de serviço completo a assumir a responsabilidade pelo conteúdo publicitário, sendo inaugurada em 1869 e estando localizada na Filadélfia.
A quantidade de espaço disponível nos jornais cresceu rapidamente. O Boston Transcript publicou 19 mil "agate lines" de publicidade em 1860, 87 mil em 1900 e 237 mil em 1918.
Em 1893, 104 empresas gastaram mais de cinquenta mil dólares cada em publicidade nacional; a maioria vendeu medicamentos patenteados, que desapareceram após a legislação federal de alimentos e medicamentos do início do século XX. Sete inovadores surgiram no grande momento: Quaker Oats, A carne da Armour, a carne da Cudahy, American Tobacco Company, o tabaco da P. Lorillard, Remington Typewriters e o sabão da Procter & Gamble. Em 1914, dois terços dos principais anunciantes vinham de apenas cinco setores: quatorze produtores de alimentos, treze de automóveis e pneus, nove de sabonetes e cosméticos e quatro de tabaco.
As agências estavam sempre se separando e reformando, especialmente quando um executivo se separava levando consigo um grande cliente e sua equipe de redatores.

#### França
No final do século XIX na França, Charles-Louis Havas ampliou os serviços de sua agência de notícias, Havas, para incluir a corretagem de anúncios, tornando-se o primeiro grupo francês a se organizar.

## Desde 1900: Global
A publicidade no mundo em desenvolvimento era dominada por agências das potências imperiais, especialmente de Londres e Paris. J. Walter Thompson tornou-se a primeira agência americana a se expandir internacionalmente com a abertura da J. Walter Thompson Londres em 1899. Ela se expandiu por todo o mundo, tornando-se uma das primeiras agências americanas no Egito, África do Sul e Ásia. Grande parte da pressão para expandir veio da General Motors, que queria exportar seus automóveis para todo o mundo.  A Ford recorreu à N.W. Ayer, que iniciou sua expansão na Europa e na América Latina na década de 1930. A política típica era colocar um gerente americano no comando e contratar uma equipe formada por moradores locais que entendessem melhor o idioma e a cultura. Em 1941-42, no entanto, a Ayer fechou seus escritórios no exterior e decidiu se concentrar no mercado americano.
Em 2011, os gastos com publicidade atingiram 143 bilhões de dólares nos Estados Unidos e 467 bilhões de dólares em todo o mundo.
Hoje, internacionalmente, os maiores conglomerados de publicidade ("big four") são Interpublic, Omnicom, Publicis e WPP.

## Desde 1900: Estados Unidos e Canadá

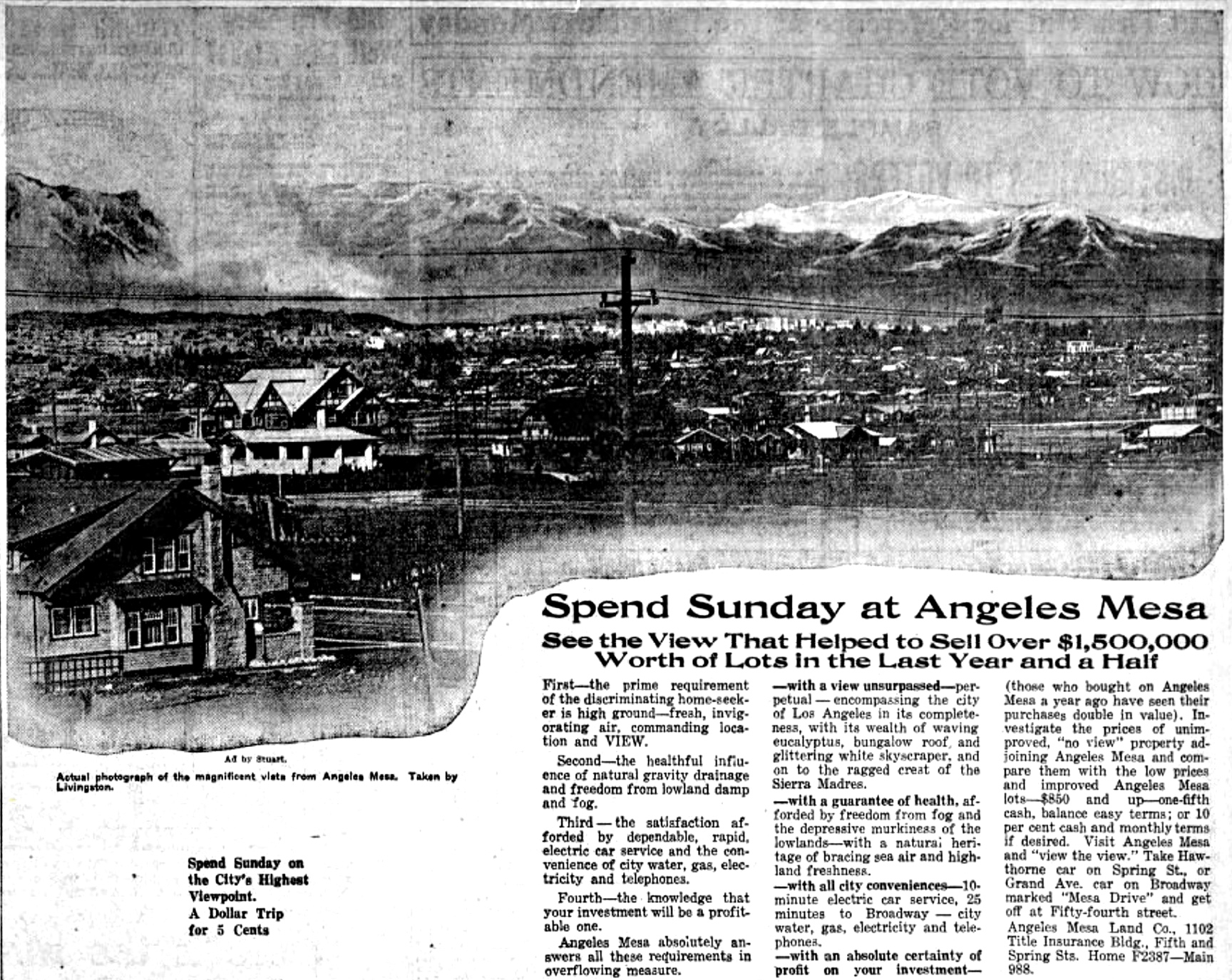
Anúncio do Los Angeles Evening Herald de 22 de março de 1913, enfatizando a clareza da visão no trato de Angeles Mesa, Los Angeles. Centro de Los Angeles está à distância no centro

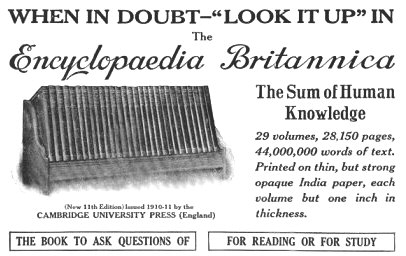
Um anúncio de revista americana para a edição de 1913 da Encyclopædia Britannica.

A publicidade aumentou dramaticamente nos Estados Unidos após 1870, à medida que a industrialização expandiu a oferta de produtos manufaturados para um mercado muito grande. Para lucrar com essa taxa de produção mais alta, a indústria precisava recrutar trabalhadores como consumidores de produtos fabris. Fê-lo através da invenção do marketing de massa destinado a influenciar o comportamento económico da população em maior escala. O volume total de publicidade nos Estados Unidos cresceu de cerca de duzentos milhões de dólares em 1880 para quase três bilhões de dólares em 1920.
Nas décadas de 1910 e 1920, muitos publicitários acreditavam que os instintos humanos podiam ser direcionados e controlados – “sublimados" no desejo de comprar mercadorias. Edward Bernays, um sobrinho de Sigmund Freud, promoveu a abordagem tornando-o um pioneiro da publicidade de cigarros moderna. Glantz argumenta, "foi realmente a indústria do tabaco, desde o início, que estava na vanguarda do desenvolvimento de técnicas de publicidade modernas e inovadoras."
Na década de 1920, sob o secretário de Comércio Herbert Hoover, o governo americano promoveu a publicidade. O próprio Hoover fez um discurso aos Associated Advertising Clubs of the World em 1925 chamado 'A Publicidade é uma Força Vital em Nossa Vida Nacional." Em outubro de 1929, o chefe do Bureau de Comércio Exterior e Doméstico dos EUA, Julius Klein, declarou: "A publicidade é a chave para a prosperidade mundial." Isso foi parte da colaboração “sem paralelo” entre empresas e governo na década de 1920, de acordo com um jornal econômico europeu de 1933.
A publicidade foi um veículo de assimilação cultural, incentivando os imigrantes a trocarem seus hábitos e gostos tradicionais em favor de um estilo de vida americano moderno. Uma ferramenta importante para influenciar os trabalhadores imigrantes foi a Associação Americana de Jornais em Língua Estrangeira (AAFLN). A AAFLN era principalmente uma agência de publicidade, mas também ganhou controle fortemente centralizado sobre grande parte da imprensa imigrante.

### Ásia-Pacífico
- Chaudhuri, Arun. Indian Advertising: 1780 to 1950 AD (Tata McGraw-Hill Education, 2007)
- Crawford, Robert. But Wait, There's More!: A History of Australian Advertising, 1900–2000 (2008)
- Haynes, Douglas E. "Advertising and the History of South Asia, 1880–1950," History Compass (2015) 13#8 pp 361–374.
- Kawashima, Nobuko. "Advertising agencies, media and consumer market: The changing quality of TV advertising in Japan." Media, Culture & Society 28#3 (2006): 393–410.
- Moriarty, Sandra, et al. Advertising: Principles and practice (Pearson Australia, 2014), Australian perspectives
- Rajagopal, A., ‘Advertising in India: Genealogies of the Consumer Subject’, in S. Dube, ed., Handbook of Modernity in South Asia: Modern Makeovers (New Delhi: Oxford University Press, 2011), pp. 217–228
- Stewart, Sally, and Nigel Campbell. "Advertising in mainland China: a preliminary study." International Journal of Advertising 5#4 (1986): 317–323.
- Sugiyama, Kotaro, and Tim Andree. The Dentsu Way: Secrets of Cross Switch Marketing from the World's Most Innovative Advertising Agency (2010)  excerpt

### Países em desenvolvimento
- Bhatia, Tej K. Advertising and Marketing in Rural India (Macmillan, 2007)
- Ciochetto, Lynne. Globalisation and Advertising in Emerging Economies: Brazil, Russia, India and China (Routledge, 2013)
- Ciochetto, Lynne. "Advertising and globalisation in India." (Massey University, 2004). online
- Mazzarella, William. Shoveling smoke: Advertising and globalization in contemporary India (Duke University Press, 2003)
- Wang, Jian. "From four hundred million to more than one billion consumers: A brief history of the foreign advertising industry in China." International Journal of Advertising 16#4 (1997): 241–260.

### Europa
- Arvidsson, Adam. "Between fascism and the American dream: Advertising in interwar Italy." Social Science History 25#.2 (2001): 151–186.
- Boddewyn, Jean J., and Esther Loubradou. "The Control of 'Sex in Advertising' in France." Journal of Public Policy & Marketing 30#2 (2011): 220–225.
- Briggs, Peter M. "'News from the little World': A Critical Glance at Eighteenth-Century British Advertising." Studies in Eighteenth-Century Culture 23#.1 (1994): 29–45.
- Church, Roy. "New perspectives on the history of products, firms, marketing, and consumers in Britain and the United States since the mid-nineteenth century 1." Economic History Review 52.3 (1999): 405–435.
- Ciarlo, David. Advertising Empire: Race and Visual Culture in Imperial Germany (2011)
- Furdell, Elizabeth Lane. "Grub Street commerce: advertisements and politics in the early modern British press." Historian 63#1 (2000): 35–52. online
- Harp, Stephen L. Marketing Michelin: Advertising and Cultural Identity in Twentieth-Century France (2001)
- Henry, Brian, ed. British television advertising: The first 30 years (1986)
- Liguori, Maria Chiara. "North and South: Advertising Prosperity in the Italian Economic Boom Years." Advertising & Society Review (2015) 15#4
- Loeb, Lori Anne. Consuming Angels: Advertising & Victorian Women (1994) 224 pp
- Nachum, Lilach, and Jean-Daniel Rolle. "Home country and firm-specific ownership advantages: A study of US, UK and French advertising agencies." International Business Review 8#5 (1999): 633–660.
- Nevett, Terence R. Advertising in Britain: a history (1982)
- Oram, Hugh. The advertising book: The history of advertising in Ireland (MOL Books, 1986)
- Pinkus, Karen. Bodily Regimes: Italian Advertising under Fascism (1995)
- Richards, Thomas. Commodity Culture of Victorian England: Advertising & Spectacle, 1851–1914 ( 1990) 306 pp
- Romano, Charlotte J. "Comparative Advertising in the United States and in France." Northwestern Journal of international law and business 25 (2004): 371. online
- Saunders, Thomas J. "Selling under the Swastika: Advertising and Commercial Culture in Nazi Germany." German History (2014): ghu058.
- Schwarzkopf, Stefan. "Discovering the consumer market research, product innovation, and the creation of brand loyalty in Britain and the United States in the interwar years." Journal of Macromarketing 29.1 (2009): 8–20.
- Schwarzkopf, Stefan. "They do it with mirrors: advertising and British Cold War consumer politics." Contemporary British History 19.2 (2005): 133–150.
- Segal, Aaron Jeffrey. "The Republic of Goods: Advertising and National Identity in France, 1875–1918" (PhD UCLA 1995) ProQuest Dissertations Publishing,  #9601348.
- Swett, Pamela E., S. Jonathan Wiesen, and Jonathan R. Zatlin. Selling modernity: advertising in twentieth-century Germany (Duke University Press, 2007) online review
- West, Douglas. "Multinational competition in the British advertising agency business, 1936–1987." Business History Review 62#3 (1988): 467–501.

### Estados Unidos e Canadá
- Applegate, Edd. The Rise of Advertising in the United States: A History of Innovation to 1960 (2012)
- Applegate, Edd. Personalities and Products: A Historical Perspective on Advertising in America (1998) online
- Barnouw, Erik, The Sponsor: Notes on a Modern Potentate (1978) Sponsors of broadcasts programs
- Brandt, Allan.  The Cigarette Century: "The rise, fall, and deadly persistence of a product that defined America" (2009)
- Cruikshank, Jeffrey L.; Schultz, Arthur. The Man Who Sold America: The Amazing (but True!) Story of Albert D. Lasker and the Creation of the Advertising Century (Harvard Business Press,  2013)
- Ewen, Stuart. Captains of Consciousness: Advertising and the Social Roots of Consumer Culture. New York: McGraw-Hill, 1976. ISBN 0-07-019846-2
- Fox, Stephen R. The mirror makers: A history of American advertising and its creators (University of Illinois Press, 1984), biographical approach
- Gordon, Ian. "Advertising" in Encyclopedia of American Studies, ed. Simon J. Bronner (Johns Hopkins University Press, 2015), online.
- Kern-Foxworth, Marilyn. Aunt Jemima, Uncle Ben, and Rastus: Blacks in Advertising, Yesterday, Today, and Tomorrow (1994) online
- Friedman, Walter A. Birth of a Salesman (Harvard University Press, 2005), in the United States
- Jacobson, Lisa. Raising consumers: Children and the American mass market in the early twentieth century (Columbia University Press, 2013)
- Jamieson, Kathleen Hall. Packaging the presidency: A history and criticism of presidential campaign advertising (3rd ed. Oxford UP, 1996) online
- Johnston, Russell. Selling Themselves: The Emergence of Canadian Advertising (2001), scholarly history to 1930
- Laird, Pamela Walker. Advertising progress: American business and the rise of consumer marketing (Johns Hopkins University Press, 2001.)
- Lears, Jackson. Fables of abundance: A cultural history of advertising in America (1995) online
- Marchand, Roland. Advertising the American dream: Making way for modernity, 1920–1940 (Univ of California Press, 1985)
- Meyers, Cynthia B. A Word from Our Sponsor: Admen, Advertising, and the Golden Age of Radio (2014)
- Norris, James D. Advertising and the Transformation of American Society, 1865–1920 (1990) online
- Pease, Otis. The Responsibilities of American Advertising: Private Control and Public Influence, 1920–1940 (1958)
- Pollay, Richard W. "The subsiding sizzle: A descriptive history of print advertising, 1900–1980." Journal of Marketing (1985): 24–37. in JSTOR
- Pope,  Daniel. The Making of Modern Advertising (1983), Major scholarly history 1880s–1920s
- Presbrey, Frank. "The history and development of advertising." Advertising & Society Review (2000) 1#1 online
- Samuel, Lawrence R. Freud on Madison Avenue: Motivation Research and Subliminal Advertising in America (2010) online
- Schultz, David A. ed.  Lights, camera, campaign (2004); Articles on political advertising
  - Nesbitt-Larking, Paul, and Jonathan Rose. "Political advertising in Canada." em David A. Schultz, ed.  Lights, camera, campaign (2004) pp. 273–299.
- Sivulka, Juliann. Soap, sex, and cigarettes: A cultural history of American advertising (Cengage Learning, 2011)
- Spring, Dawn. "The Globalization of American Advertising and Brand Management: A Brief History of the J. Walter Thompson Company, Proctor and Gamble, and US Foreign Policy." Global Studies Journal (2013). 5#4
- Stephenson, Harry Edward, and Carlton McNaught. The Story of Advertising in Canada: A Chronicle of Fifty Years (Ryerson Press, 1940)
- West, Darrell M. Air Wars: Television Advertising and Social Media in Election Campaigns, 1952–2012 (Sage, 2013)